# 波洛尼奇
49°52′10″N 24°22′20″E / 49.86944°N 24.37222°E
波洛尼奇（烏克蘭語：Полоничі），是烏克蘭西部的村莊，隸屬利維夫州的佐洛奇夫區。該村面積3.53平方公里，海拔高度220米，2021年人口552，人口密度每平方公里170.45人。